# Castlevania (videogioco 1999)
Castlevania, in Giappone Akuma jō Dracula: Mokushiroku (悪魔城ドラキュラ 黙示録?, Akuma jō Dorakyura: Mokushiroku, lett. "Dracula del castello del Diavolo: Apocalisse") è un videogioco sviluppato e pubblicato da Konami per Nintendo 64 nel 1999: si tratta del primo titolo in tre dimensioni dell'omonima serie. Durante lo sviluppo era noto come Dracula 3D e Dracula 64, mentre tra i fan (e i media) il gioco viene chiamato "Castlevania 64" per differenziarlo da altri capitoli dotati del medesimo nome.

## Trama
1852: un giovane guerriero Reinhardt Schneider seguendo una lunga scia di sangue giunge in prossimità del castello di Dracula, deciso a voler fermare le gesta malvagie del Re dei vampiri, che ancora una volta straziano la terra dei mortali. Sebbene non porti il nome del casato Belmont, Reinhardt Schneider appartiene alla stessa linea di sangue di Simon, Christopher e Trevor, inoltre, ha ereditato la Vampire Killer, la sacra frusta ammazzavampiri del Clan Belmont. Qui il prode guerriero incontra Carrie Fernandez, una giovane bambina di 12 anni, orfana con un oscuro passato e dotata di misteriosi poteri magici, Carrie è la discendente diretta di Sypha Belnades, la potente mistica che insieme a Trevor Belmont, Alucard e Grant Danasty combatterono le forze del male impedendo al Conte di conquistare l'Europa durante il 1476 in Castlevania III: Dracula's Curse. Ancora una volta il destino del mondo dipende da due coraggiosi eroi...

## Modalità di gioco
Rappresentando l'inizio di una nuova concezione videoludica della serie, che passa dalla grafica bidimensionale ad una tridimensionale, Konami ha deciso di aggiungere nuovi personaggi all'iconografia storica di Castlevania. Il protagonista maschile incarna la classica tradizione di gioco: frusta, pugnale, acqua santa e croci benedette restano gli "utensili" con cui dovrà affrontare l'armata delle tenebre in vasti livelli esterni ed interni del gioco, mentre invece la piccola Carrie avrà un arsenale magico di armi a distanza come proiettili di fuoco e globi di energia magica che renderanno molto più agevole l'abbattimento delle creature. L'esplorazione del castello è molto lineare, assume valenze platform impegnative con trabocchetti da evitare piattaforme mobili su cui salire e meccanismi da attivare. La struttura dei livelli, così come la posizione dei nemici nell'area di gioco, cambierà a seconda di chi si deciderà di impersonificare se Carrie o Reinhart. Torna anche la caratteristica temporale già presente in Simon's Quest: con l'arrivo della notte i nemici si faranno molto più coriacei e difficili da sconfiggere. Non mancano infine imponenti Boss di fine livello, ognuno dotato di una sua strategia per essere sconfitto.

## Sviluppo
Il titolo mentre era in via di sviluppo a cura di Konami Computer Entertainment Kobe (KCEK), era stato originariamente reso noto come Dracula 3D. La stampa specializzata battezzò questo gioco Dracula 64 dopo aver ricevuto alcune informazioni durante le fasi di sviluppo del gioco. Nel mese di ottobre 1998 durante il Tokyo Game Show sono stati mostrati vari livelli del gioco riscuotendo un discreto successo tra il pubblico. Più tardi lo stesso mese, è stato rivelata da KCEK l'intenzione di abbandonare il progetto di due dei quattro personaggi originariamente previsti nel gioco: Reinhart, Kola, Cornell e Carrie.
Nel gennaio 1999 viene resa nota la data di uscita giapponese del gioco, fissata per il 4 marzo 1999.
Il concept art del gioco è stato progettato da Yasuomi Umetsu. L'esterno della Villa si basa presumibilmente su una delle facciate del francese Château d'Azay-le-Rideau. Il castello di Dracula è basato su Mont Saint-Michel. Diversi elementi del gioco sono stati progettati per alludere al passato della saga di Castlevania: il costume alternativo di Carrie è un esplicito omaggio all'abito di Maria Renard in Akumajō Dracula X Chi no Rondo. Il costume alternativo di Reinhardt invece è un omaggio a Simon Belmont, protagonista del primo Castlevania.

## Musiche
L'ottima colonna sonora di questo capitolo di Castlevania è stata composta da Masahiro Kimura, Motoaki Furukawa e Mariko Egawa. Nella schermata del titolo del gioco Tomokuni Katayama esegue con il violino un brano solista, "Bloodlines" presente in Chi no Rondo. La colonna sonora del gioco è stata pubblicata in Giappone il 26 marzo 1999 e successivamente in Europa sotto il nome di Castlevania: The Original Soundtrack. Nel gioco sono presenti inoltre piccoli campionamenti vocali soprattutto per il prologo e alcuni dei personaggi principali del gioco. Bianca Allen dà la voce a Carrie e Andrew Hanikson per Reinhardt.